# Superclásico

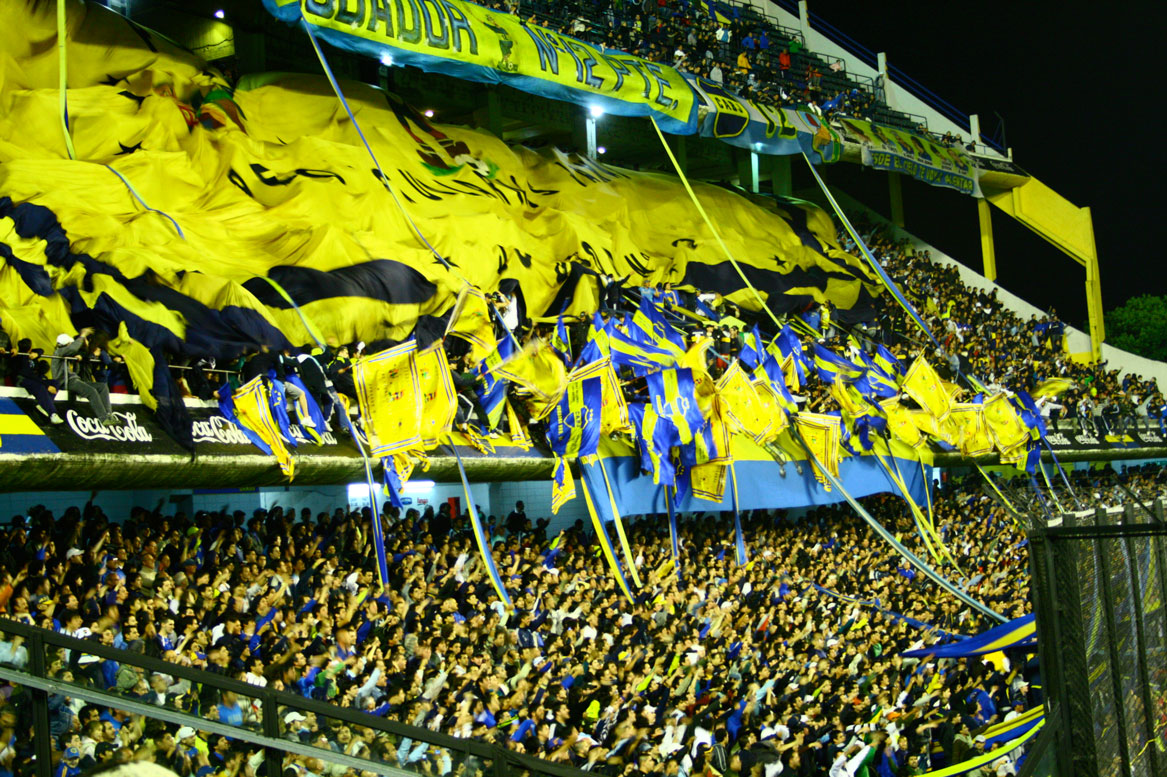

Superclásico (pol. Superklasyk) – mecze pomiędzy dwoma klubami piłkarskimi z Buenos Aires – Boca Juniors i River Plate.
Pierwszy mecz pomiędzy obydwoma zespołami odbył się 2 sierpnia 1908 i miał charakter towarzyski. Pierwszy mecz oficjalny został rozegrany 24 sierpnia 1913; River Plate zwyciężył 2:1. 
23 czerwca 1968 na Estadio Monumental miała miejsce największa tragedia w historii argentyńskiej piłki nożnej. Podczas meczu derbowego w wyniku ścisku przy jednej z bram stadionu śmierć poniosło 71 osób, a 150 zostało rannych. Średnia wieku ofiar wyniosła 19 lat. Nigdy nie wyjaśniono przyczyn tej tragedii, mimo iż dochodzenie w tej sprawie trwało trzy lata.
Do 25 lutego 2024 rozegrano 261 oficjalnych meczów derbowych, Boca Juniors zwyciężył w 91 spotkaniach, River Plate w 86, a w 84 zanotowano remis.